# 李木源
李木源 PBM PSS（1945年7月29日—2015年8月29日），新加坡佛教居士，曾擔任新加坡佛教居士林林長。他參與宗教事務、慈善與社區活動。

## 生平
李木源出生於1945年一個造船世家，曾接觸過基督教。李木源10歲入讀光華學校，於1960年小學會考後畢業。他在20歲接觸佛教，後來加入新加坡佛教居士林，1969年於釋演培座下受持三皈。他自青年時期起參與居士林事務，後於2000年擔任林長一職，直至逝世。

## 事業
李木源任內推動居士林多項宗教與社會項目，包括定期供應免費素食、提供助學金、贈醫施藥及社區捐助。他亦參與多項慈善合作，例如與中國駐新加坡大使館合作，長期向中國雲南等地的貧困縣捐助扶貧資金，他先後訪問中國40多次。
他也曾擔任新加坡佛教總會副主席，並參與宗教間交流及慈善籌款活動。
李木源曾被指控財務不當而接受新加坡反貪污調查局調查。調查歷時約兩年，期間多次被訊問，涵蓋其個人財務、家庭成員及寺院帳目等細節。最終未有提出起訴。
1989年，李木源經醫院診斷患有末期癌症，醫囑僅餘6个月壽命，其後病情好轉，最終康復。
1997年至2000年初期間台灣僧人淨空法師旅居於新加坡佛教居士林時，坊间有傳言指出淨空法師與李木源發生衝突，但淨空法師否認此傳言；他也解釋自己與李木源是『很好的搭檔』。

## 後事
李木源於2015年8月29日凌晨3點逝世，享年70歲。新加坡總理李顯龍前往新加坡佛教居士林吊唁。李木源9月2日在光明山普覺禪寺火化後，其骨灰中出現多枚舍利子與舍利花，部分呈金、銀色。

## 獎項
李木源於2005年獲頒新加坡公共服務獎章（PBM），2009年再獲公共服務星章（PSS），以表彰其在宗教與公益領域的貢獻。